# Burn My Eyes
Burn My Eyes è il primo album in studio del gruppo musicale statunitense Machine Head, pubblicato il 9 agosto 1994 dalla Roadrunner Records.
Il disco è stato registrato presso i Fantasy Studios (Berkeley, USA), mixato presso gli Scream Studios (Studio City, USA) e masterizzato presso la Future Disc (USA).

## Tracce
Testi di Robert Flynn, musiche di Machine Head.
1. Davidian – 4:55
2. Old – 4:06
3. A Thousand Lies – 6:14
4. None but My Own – 6:14
5. The Rage to Overcome – 4:47
6. Death Church – 6:33
7. A Nation on Fire – 5:33
8. Blood for Blood – 3:40
9. I'm Your God Now – 5:51
10. Real Eyes, Realize, Real Lies – 2:45
11. Block – 5:00

### Tracce bonus
1. Alan's on Fire (cover dei Poison Idea) – 4:00 (Jerry Lang, Tom Roberts)

## Formazione
Gruppo
- Robert Flynn – voce, chitarra
- Logan Mader – chitarra
- Adam Duce – basso
- Chris Kontos – batteria

Produzione
- Colin Richardson – produzione
- Vincent Wojno – registrazione, missaggio
- Eddy Schreyer – mastering
- Dave McKean – artwork
- Jesse Fischer – fotografia